# Idaea ascepta
Idaea ascepta là một loài bướm đêm trong họ Geometridae.